# Hyphantosoma carbaseum
Hyphantosoma carbaseum is een tweekleppigensoort uit de familie van de Veneridae. De wetenschappelijke naam van de soort is voor het eerst geldig gepubliceerd in 1866 door Guppy.